# 22.ª Avenida Suroeste
La 22.ª Avenida Suroeste (Vigesimosegunda Avenida Suroeste) es una vía secundaria de orientación norte-sur ubicada en el cuadrante suroeste de la ciudad de Managua, Nicaragua. Se compone de varios segmentos interrumpidos que conectan áreas residenciales, institucionales y comerciales entre barrios históricos y periféricos.

## Trazado
El primer segmento inicia en la intersección con la 1.ª Calle Noroeste en el barrio Santa Ana Sur, y se extiende hacia el sur cruzando la 7.ª Calle Suroeste hasta llegar a la NIC-2 (Paseo Salvador Allende). El segundo segmento inicia en la intersección con la Pista Benjamín Zeledón en las inmediaciones del barrio Altagracia, y sigue hasta conectarse con la 25.ª Calle Suroeste en el barrio Andrés Castro.
Un tercer segmento comienza en la Pista Juan Pablo II, pasando por el barrio La Esperanza y atravesando calles como la 45.ª Calle Suroeste, hasta finalizar en la 60.ª Calle Suroeste, cerca de la Pista Suburbana y el barrio Colinas del Memorial.

## Intersecciones principales
- 1.ª Calle Noroeste – Entrada norte por barrio Santa Ana Sur
- 7.ª Calle Suroeste – Cruce en barrio Montoya
- NIC-2 – Conexión vial mayor en la Colonia Mántica
- Pista Benjamín Zeledón – Paso estratégico en el barrio Altagracia
- 25.ª Calle Suroeste – Cruce residencial en Andrés Castro
- Pista Juan Pablo II – Eje periférico de la ciudad
- 50.ª Calle Suroeste – Cerca de urbanizaciones nuevas en el sur

## Barrios que atraviesa
- Santa Ana Sur
- Montoya
- Colonia Mántica
- Altagracia
- Barrio Andrés Castro
- La Esperanza
- Colinas del Memorial

## Coordenadas
12°7′40″N 86°15′30″O / 12.12778, -86.25833